# Buddhistische Traditionelle Sangha Russlands

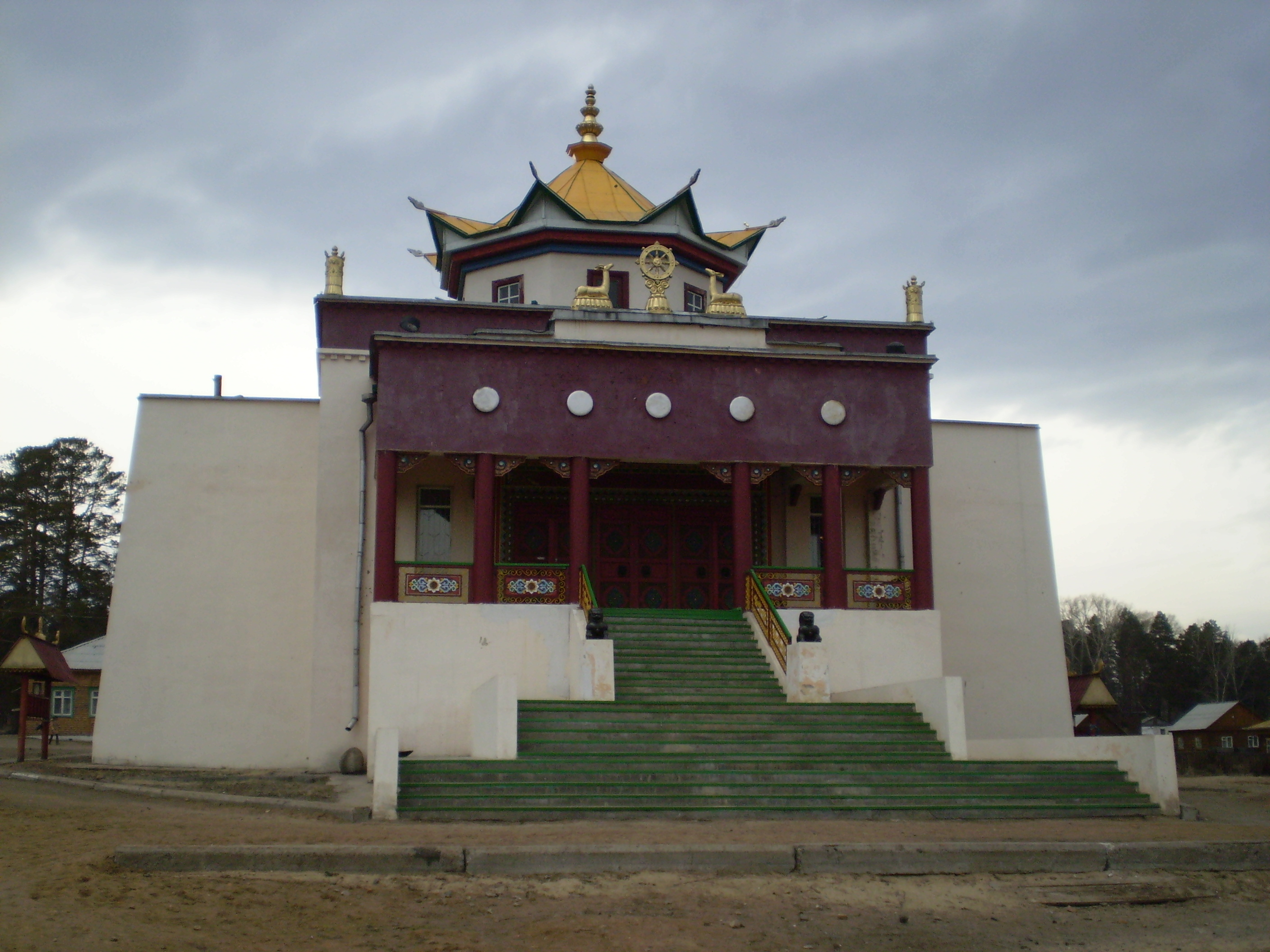
Hambin Hyre (Хамбын Хурэ)

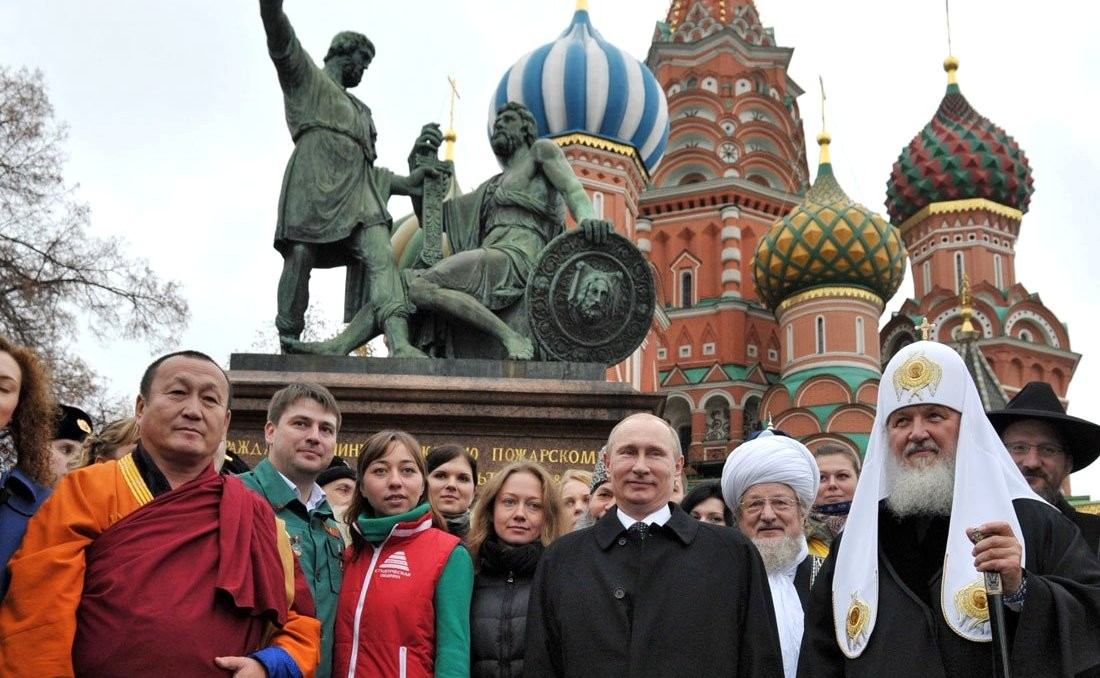
Vertreter der traditionellen Religionen – Pandito Hambo-Lama Damba Ajuschejew, Muchammad Rachimow, Talgat Tadschuddin, Kyrill I., Berel Lazar – zusammen mit Wladimir Putin am Tag der Einheit des Volkes (2012) vor dem Minin-und-Poscharski-Denkmal vor der Basilius-Kathedrale auf dem Roten Platz in Moskau.

Die Buddhistische Traditionelle Sangha Russlands (russ. Buddiskaja tradizionnaja sangcha Rossii / Буддийская традиционная сангха России; wiss. Transliteration Buddijskaja tradicionnaja sangcha Rossii; Abk. BTSR) ist eine zentrale religiöse Organisation in Russland. Es ist die größte buddhistische Gemeinschaft in Russland. Ihr Oberhaupt ist der Khambo Lama (burjat. Bandido Hambo Lama) aus der Gelug-Schule des tibetischen Buddhismus mit Sitz im buddhistischen Kloster Iwolginski Dazan (Иволгинский дацан / Ivolginsky Datsan) in Burjatien in der Nähe der burjatischen Hauptstadt Ulan-Ude. Der derzeitige XXIV. Pandito Hambo-Lama ist Damba Ajuschejew. An dem Kloster wird die buddhistische Universität Daschi Tschoinchorlin  betrieben, die 1991 eröffnet wurde.
1997 war die Organisation auf dem Gesamtrussischen buddhistischen Kongress von Zentrale Geistliche Verwaltung der Buddhisten in ihren jetzigen Namen umbenannt worden. Zu ihr gehören Klöster und Gemeinden in Burjatien, Kalmückien, Tuwa, Altai sowie in den Städten Irkutsk, Omsk, Tschita, Sankt Petersburg und Moskau.
Das Organ der Organisation ist die Zeitschrift "Legshed" (Легшед).